# Ammophila dysmica
Ammophila dysmica är en biart som beskrevs av Menke 1966. Ammophila dysmica ingår i släktet Ammophila och familjen grävsteklar. Inga underarter finns listade i Catalogue of Life.